# Aeródromo de Beringovski
El Aeródromo de Beringovski (en ruso: Аэропорт Беринговский; ICAO: UHMR; IATA: ), se encuentra 3 km al sudoeste de Beringovski, en el distrito autónomo de Chukotka, Rusia.
El espacio aéreo está controlado desde el FIR de Anádyr (ICAO: UHMA).

## Pista
El aeródromo de Beringovski dispone de una pequeña pista de grava en dirección 02/20 de 1.600x25 m. (5.249x82 pies). La plataforma es también de reducidas dimensiones.
Es adecuado para ser utilizado por los siguientes tipos de aeronaves : Antonov An-2, Antonov An-3, Antonov An-24, Antonov An-26, Antonov An-72, Antonov An-74, Yakovlev Yak-40 y clases menores, y todo tipo de helicópteros.

## Aerolíneas y destinos
La compañía ChukotAvia realiza vuelos a Anádyr.